# A New Margin
A New Margin (deutsch Ein neuer Spielraum) ist ein Jazzalbum des Trios Side A um Ken Vandermark, mit Håvard Wiik und Chad Taylor. Die um 2011 entstandenen Aufnahmen erschienen 2012 auf Clean Feed Records.

## Hintergrund
Es sei ziemlich selten, dass der Holzbläser Ken Vandermark mit einem Pianisten aufnimmt oder auftritt, notierte Mark Corroto; der Grund dafür sei, dass sein Image [als Protagonist] der neuen Entwicklungen im Jazz von Chicago Anfang der 1990er Jahre ähnlich wie das der Hardcore-Punk-Szene der Vorgänger präsentiert worden sei. Eine der wenigen Ausnahmen von der Regel war der norwegische Pianist Håvard Wiik – ein Drittel des Kammerjazz-Trios Free Fall mit Vandermark und dem Bassisten Ingebrigt Håker Flaten und Gast beim Album The Horse Jumps and the Ship Is Gone der Vandermark 5 (Not Two Records, 2010).

## Titelliste
- Side A: A New Margin (Clean Feed Records CF235)

1. Boxer 6:41
2. What Is Is 7:11
3. Trued Right 7:15
4. Fold 5:37
5. Arborization 7:19
6. Enclitics 5:57
7. The Kreuzberg Variations 7:39
8. Cometing 4:57
9. Permanent Sleeve (Walking Hand) 5:54
10. Giacometti 5:56

Die Kompositionen stammen von Ken Vandermark 1, 4, 9 (Teil 1), 10), Chad Taylor (2, 3, 8, 9 (Teil 2)) und Håvard Wiik (5, 6, 7).

## Rezeption

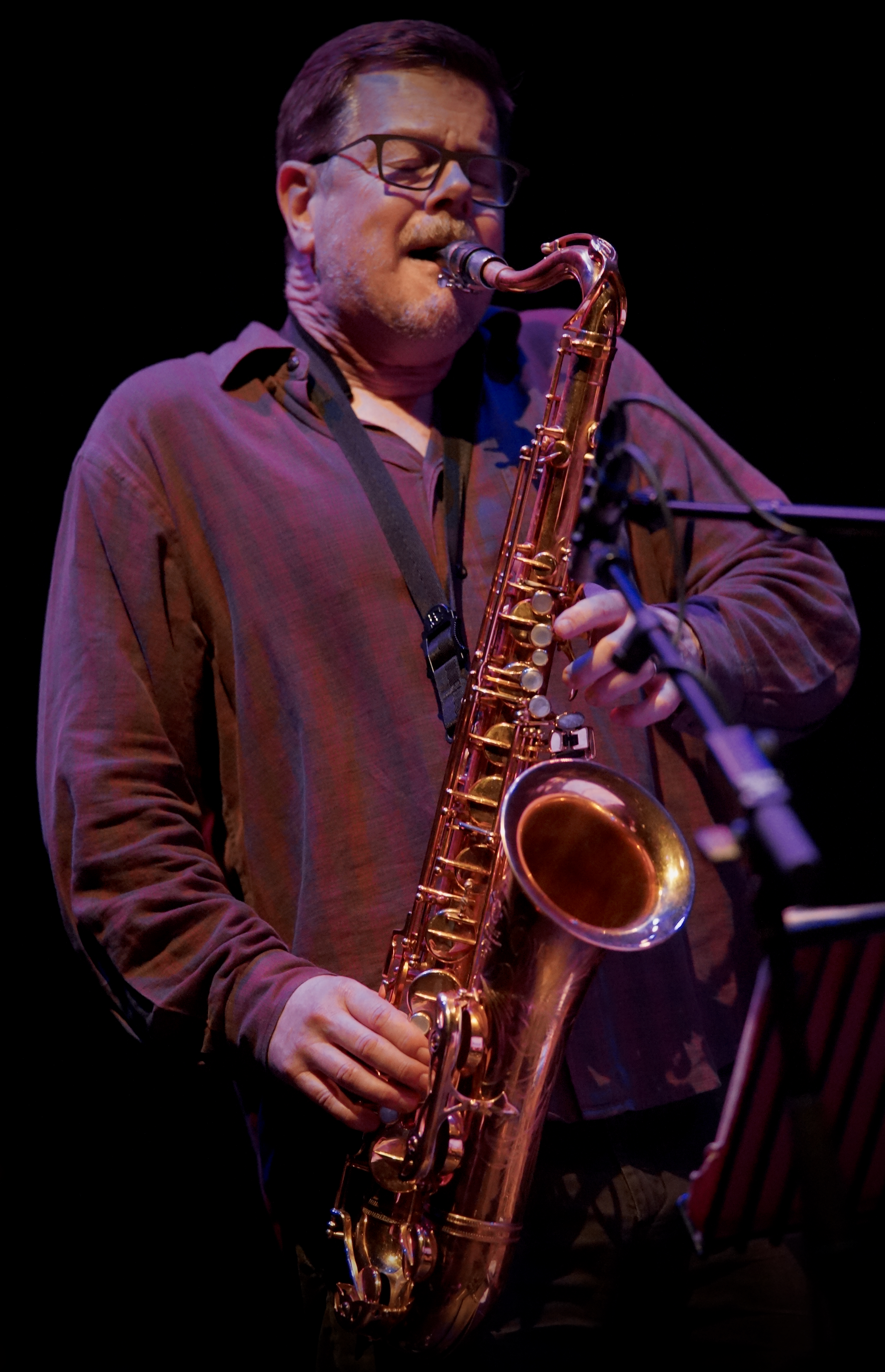
Ken Vandermark mit seiner Band Made to Break im Tivoli Vredenburg Utrecht (2017)

Nach Ansicht von Mark Corroto, der das Album in All About Jazz rezensierte, bestehe Wiiks Rolle im Trio Side A, wie die in seiner Band Atomic, darin, Vandermark von seiner organisatorischen Rolle zu befreien – Ordnung sei eine natürliche Gewohnheit für ein Akkordinstrument. Mit dem Saxophonisten und mit dem Schlagzeuger Chad Taylor teile sich Wiik auch das Komponieren, was A New Margin zu einer belebenden Interpretation des Jazz-Trios mache. Da Vandermark nicht mehr für die Songstruktur verantwortlich sei, könne dieser sich darauf konzentrieren, Solist zu sein. Sein Tenor- (und gelegentlich Klarinetten-)ton klinge befreit und auch ziemlich befreiend. Dieses Trio würde diese Musik auch ohne Bassisten stabilisieren. Das dynamische Spiel Chad Taylors, der vor allem für seine Arbeit mit den verschiedenen Chicago Underground-Bands und dem Exploding Star Orchestra bekannt sei, sorge hier für eine konstante Energie.
Steve Greenlee schrieb in JazzTimes, der produktive Holzbläser Ken Vandermark würde mehrere Bands gleichzeitig leiten, aber an nur wenigen seiner Auftritte sei ein Pianist beteiligt gewesen. Das mache dieses Trio-Projekt teilweise so bedeutsam: Das Piano füge seiner Musik eine Dimension hinzu, die selten zu hören sei. Vandermark bleibe bei dieser Aufnahme bei Tenorsaxophon und Klarinette, aber er lote oft die Extreme aus, Grabe sich tief in das Saxophon ein und strebe dabei nach durchdringenden Klängen.
Ebenfalls in All About Jazz meinte Grego Edwards, dieses Trio scheine die richtige Kombination aus inspirierter Improvisation, angemessener und einprägsamer Komposition und dem richtigen kollektivem Funken zu sein. „Boxer“ sei ein passender und mitreißender Beginn mit einer Art modifiziertem Ostinato, das in einer Linie zu Eric Dolphys „Hat and Beard“ [von dessen Album Out to Lunch!, 1964] stehe. Ken Vandermark würde sich anhören, als spiele er Baritonsaxophon (und in der Tat klinge das auch für andere so, obwohl ihn das Cover des Albums hier als Tenorsaxophonisten und Klarinettisten bezeichnet). Taylor und Vandermark würden sich erkennbar gut verstehen, was keine Überraschung sei, und Wiik stelle sein Piano auf eine Weise in den Mittelpunkt, dass es „klick macht“. Die kompositorisch-improvisationstechnische Inspiration komme hier durchweg nicht zu kurz. Dies sei eines der besten Alben von kleinen Gruppen des Jahres.